# Thekla Schultz
Thekla Elisabeth Schultz, född 23 september 1848 i Uddevalla, död 14 februari 1937 i Göteborg, var en svensk teckningslärare och målare.
Hon var dotter till fabrikören Carl Schultz och Mathilda Lignell. Schultz kom till Göteborg 1871 där hon först studerade konst för Lauritz Baltzer vid Slöjdföreningens tekniska söndags- och aftonskola innan hon fortsatte sina studier för Berndt Lindholm och Carl Larsson på Valands målarskola. Hon fortsatte därefter sina konststudier för Henri Gervex och Gustave Courtois i Paris under olika perioder 1888–1900. Efter att hon återvände till Göteborg etablerade hon en egen målarskola och hon var verksam som teckningslärare vid Nya elementarläroverket för flickor 1889–1912. Hon medverkade i samlingsutställningar arrangerade av Konstföreningen för södra Sverige, Föreningen Svenska Konstnärinnors utställning i Lund, konstutställningarna på Valands samt Liljevalchs konsthall i Stockholm. Hennes konst består av porträtt med familjemedlemmar, blomsterstilleben och landskapsmålningar med motiv från Göteborg, Marstrand och Särö utförda i olja eller pastell.